# Septoria atropurpurea
Septoria atropurpurea är en svampart som beskrevs av Peck 1883. Septoria atropurpurea ingår i släktet Septoria och familjen Mycosphaerellaceae.   Inga underarter finns listade i Catalogue of Life.